# Aulotingis
Aulotingis is een geslacht van wantsen uit de familie van de Tingidae (Netwantsen). Het geslacht werd voor het eerst wetenschappelijk beschreven door Drake & Poor in 1943.

## Soorten
Het genus is monotypisch en bevat alleen de volgende soort:

- Aulotingis moalae Drake & Poor, 1943